# Liste der Kulturdenkmäler in Badenheim
In der Liste der Kulturdenkmäler in Badenheim sind alle Kulturdenkmäler der rheinland-pfälzischen Ortsgemeinde Badenheim aufgeführt. Grundlage ist die Denkmalliste des Landes Rheinland-Pfalz (Stand: 3. April 2024).

## Denkmalzonen
| Bezeichnung           | Lage | Baujahr                        | Beschreibung | Bild |
| --------------------- | --- | ------------------------------ | --- | ---- |
| Denkmalzone Dorfmühle | Bahnhofstraße 12 Lage | 17. bis frühes 20. Jahrhundert | weitläufiger Vierseithof, 17. bis frühes 20. Jahrhundert; mit ehemaliger Mühlwiese einschließlich Bachlauf | BW   |
| Denkmalzone Ortskern  | Hauptstraße 1–45 (ungerade Nummern) und 2–48 (gerade Nummern), Bratergasse, Kellergasse, Mühlgasse (jeweils alle Nummern) und Bahnhofstraße 1 Lage | 18. und 19. Jahrhundert        | Haken- und Dreiseithöfe des 18. und 19. Jahrhunderts mit Toranlagen, Scheunenrand mit Pflanzgärten, in den drei Seitengassen unregelmäßigere Bebauung, ortsbildprägend die klassizistische evangelische Kirche und die spätbarocke katholische Kirche | BW   |

## Einzeldenkmäler
| Bezeichnung                                       | Lage                                                               | Baujahr                                | Beschreibung | Bild            |
| ------------------------------------------------- | ------------------------------------------------------------------ | -------------------------------------- | --- | --------------- |
| Wohnhaus                                          | Bahnhofstraße 1 Lage                                               | 1815                                   | nachbarocker Krüppelwalmdachbau, Fachwerk, verputzt, bezeichnet 1815                                                                                              | BW              |
| Wohnhaus                                          | Bratergasse 7 Lage                                                 | 17. Jahrhundert                        | barockes Fachwerkhaus, teilweise massiv, wohl aus dem 17. Jahrhundert                                                                                             | BW              |
| Schönbornsche Amtskellerei                        | Hauptstraße 1 Lage                                                 | 1783                                   | hakenhofartige Anlage, bezeichnet 1783; spätbarocker Krüppelwalmdachbau, Fachwerk-Scheune, Remise                                                                 | BW              |
| Katholische Pfarrkirche St. Philippus und Jakobus | Hauptstraße 3 Lage                                                 | 1772–75                                | spätbarocker Walmdachbau, 1772–75, Schönborn-Wappen | Fotos hochladen |
| Hofanlage                                         | Hauptstraße 7 Lage                                                 | um 1700                                | barockes Fachwerkhaus, teilweise massiv, wohl um 1700; Scheune bezeichnet 1877                                                                                    | BW              |
| Hofanlage                                         | Hauptstraße 9 Lage                                                 | 1745                                   | barockes Wohnhaus, teilweise Fachwerk, verputzt, bezeichnet 1745; Nebengebäude, 18. und frühes 19. Jahrhundert                                                    | BW              |
| Evangelisches Schulhaus                           | Hauptstraße 15 Lage                                                | 1830/31                                | klassizistischer Putzbau, 1830/31, Architekt Georg Peter Wetter, Mainz                                                                                            | BW              |
| Evangelische Pfarrkirche                          | Hauptstraße 17 Lage                                                | 1827–29                                | klassizistischer Saalbau, 1827–29, Architekt Augustin Wetter, Mainz; ortsbildprägend                                                                              | Fotos hochladen |
| Hofanlage                                         | Hauptstraße 18 Lage                                                | erste Hälfte des 19. Jahrhunderts      | dreiflügelige Hofanlage, erste Hälfte des 19. Jahrhunderts; Fachwerkhaus, teilweise massiv, bezeichnet 1831                                                       | BW              |
| Wohnhaus                                          | Hauptstraße 22 Lage                                                | 1749                                   | barocker Fachwerkbau, teilweise massiv, bezeichnet 1749 | BW              |
| Hofanlage                                         | Hauptstraße 24 Lage                                                | 18. und 19. Jahrhundert                | ehemaliger Dreiseithof, 18. und 19. Jahrhundert; barockes Fachwerkhaus, verputzt, erste Hälfte des 18. Jahrhunderts, Ökonomie bezeichnet 1867                     | BW              |
| Hofanlage                                         | Hauptstraße 26 Lage                                                | 18. und 19. Jahrhundert                | Dreiseithof, 18. und 19. Jahrhundert; barockes Fachwerkhaus, teilweise massiv, verputzt, erste Hälfte des 18. Jahrhunderts                                        | BW              |
| Hofanlage                                         | Hauptstraße 28 Lage                                                | 18. und 19. Jahrhundert                | Hofanlage, 18. und 19. Jahrhundert; im Kern barockes Fachwerkhaus, teilweise massiv, Krüppelwalmdach, Überformung wohl in der zweiten Hälfte des 19. Jahrhunderts | BW              |
| Hofanlage                                         | Hauptstraße 34 Lage                                                | vor 1831                               | Dreiseithof; stattliches Fachwerkhaus, verputzt, wohl vor 1831 | BW              |
| Spolie                                            | Hauptstraße, an Nr. 36 Lage                                        | spätes 16. oder frühes 17. Jahrhundert | Renaissance-Spolie, spätes 16. oder frühes 17. Jahrhundert | BW              |
| Hofanlage                                         | Hauptstraße 45 Lage                                                | 18. und 19. Jahrhundert                | Hakenhof, im Wesentlichen aus dem 18. und 19. Jahrhundert; Fachwerkhaus, teilweise massiv, verputzt und verkleidet, bezeichnet 1784                               | BW              |
| Grabmal                                           | südlich des Ortes auf dem Friedhof (Friedhofsweg) Lage             | 1896                                   | Grabmal Isaak Maus († 1833); Sandsteinstele mit Adlerbekrönung, Grabeinfassung mit Eisenketten zwischen Gusseisenpfosten, 1896                                    | BW              |
| Wasserbehälter                                    | südlich des Ortes auf einer Anhöhe; Flur Im Laubersheimer Weg Lage | um 1900                                | gotisierender Bossenquader-Typenbau, um 1900 | BW              |